# 丘雨勤
丘雨勤（Edcon Gabriel Yau，1979年2月17日—），香港體育主持人兼評述員，前加拿大新時代電視和加拿大中文電台節目主持及體育新聞主播。曾於香港無綫電視、now寬頻電視體育頻道 now Sports、樂視體育香港　及 Sports 2 World 體通天下擔任體育節目主持和及NBA評述。
現時任職 now Sports 負責粵語旁述NBA籃球賽事，並經常主持各個大型活動，更是NBA中國賽的御用賽場主持人。

## 背景
丘雨勤生於香港，早年畢業於天佑小學，在可風中學（嗇色園主辦）完成中四課程後，隨家人移民到加拿大多倫多，畢業於 Thornlea Secondary School 後入讀多倫多大學電腦科學系，曾任加拿大華人青少年體育會(CCYAA （页面存档备份，存于）)董事會成員，其後更加入頤康基金會 （页面存档备份，存于）任職通訊及公關部主任，協助頤康中心 （页面存档备份，存于）籌募擴建經費，並同時在新時代電視主持節目。2005年回流香港，在香港無綫電視擔任體育記者。2007年底轉投now TV體育頻道now Sports成為體育評述員。2016年底轉投樂視體育香港負責NBA廣東話評述。2018年，加入香港全新體育平台 Sports 2 World 體通天下 繼續擔任 NBA 廣東話評述員。2023年，正式回歸now Sports擔任NBA廣東話評述。

## 傳媒生涯

### 加拿大
1997年，當時仍在就讀高中的丘雨勤，得到新時代電視邀請加入，擔任NBA多倫多猛龍隊首個中文電視節目《恐鳥縱橫NBA》節目主持。1999年，正式擔任《體育世界》主持。2002年，和林嘉華、潘宗明等著名體育主持人擔任2002年世界盃及2004年歐洲國家盃的加拿大全國粵語評述。2005年，《體育世界》節目結束，他開始在加拿大中文電台FM88.9擔任DJ主持著名節目《陽光早晨》，同時在新時代電視擔任不同電視節目的主持，包括《大城小聚》、《飲食男女》、《英語一分鐘》等，並兼任體育新聞主播一職，後來夥拍著名主持人葉子青拍攝旅遊節目《海洋三省自悠行》。

### 香港

#### TVB
2005年10月，丘雨勤從加拿大回流到香港，加入無綫電視綜藝及體育科，擔任體育記者和主持《體育世界》，並曾擔任多個大型運動會和比賽的現場主持及採訪，包括2005年澳門東亞運動會、NBA全明星賽、澳門格蘭披治大賽車、超級工商杯籃球賽、世界女排大獎賽、長洲搶包山、2007年體操精英大匯演 等。

#### now TV
2007年下半年，丘雨勤離開無綫電視，加入香港收費電視 now TV 體育頻道 now Sports 成為體育主持和評述員。早期曾擔任美式足球(NFL)、北美冰上曲棍球(NHL)、K-1綜合格鬥技等評述。由於他在外國長大，擁有不俗的英文溝通能力，經常被委派負責國外採訪，並多次到英國各大英超足球會進行現場記者工作。
2010-11球季 now Sports 獲得 NBA 賽事直播權，丘雨勤夥拍星級籃球評述員徐嘉樂和張丕德，負責 NBA 和 WNBA 的直播粵語評述。2011年2月，更與張丕德到美國洛杉磯現場評述及採訪2011年NBA全明星赛。
2021年，丘雨勤是 Now TV 東京奧運主持及評述團隊的其中一員。
2023年，正式回歸 Now TV 擔任NBA廣東話評述。

#### LeSports HK 樂視體育香港
2016-17球季，樂視體育香港 獲得 NBA 賽事直播權，丘雨勤夥拍星級籃球評述員徐嘉樂和張丕德，負責 NBA 的直播粵語評述。

#### Sports 2 World 體通天下
2018-19球季，新體育傳播媒體 Sports 2 World 體通天下 宣布獲得 NBA 的香港區播映權，並於2018年11月11日正式開通平台，每日直播最少3場 NBA 賽事，其中最少兩場直播配以粵語評述，星級評述員包括徐嘉樂、丘雨勤、蔡芳裕、貝可泓等。

#### now Sports(now TV)
2021年，丘雨勤獲邀到 Now TV 擔任[2020年夏季奥林匹克运动会|東京奧運]主持及評述團隊的其中一員。
2023年11月21日，Now TV 宣佈與NBA美國職業籃球聯賽簽訂三年的播放權協議，於Now TV及 Now E播放享譽盛名的北美職業籃球聯賽賽事，並委任丘雨勤、張丕德、翁金驊、張存華 及 蘇伊俊擔任NBA廣東話評述。

#### ViuTV
2024年，丘雨勤成為 ViuTV 直播[2024年夏季奥林匹克运动会|巴黎奧運]的專業主持及評述團隊的一員。

#### 港台電視
2021年，香港電台取得東京殘奧的獨家電視直播權，成為香港電視史上第一次有電視台全程直播殘奧賽事，並由徐嘉樂 及 丘雨勤 負責擔任主持評述。
2024年，香港電台繼上屆東京殘奧後，再次獲得獨家直播權，於港台電視播映殘奧賽事，丘雨勤亦成為唯一連續兩屆擔任殘奧直播的主持評述。

## 活動主持
2007年開始，擔任在中國和台灣舉行的《NBA中國賽》現場主持，2008年起更成為《NBA Madness香港》推廣活動的現場主持，2014年夏天起為NBA在中國最大的球迷互動巡遊活動《NBA籃球國度》擔任現場主持，及後活動在2016年改為全國戶外五人制籃球賽，名為《NBA 5V5》。
除電視評述工作外，經常負責各類戶外大型活動的現場主持工作，主力負責外國體育明星到訪香港的活動主持，包括：
NBA 
- Michael Jordan 米高佐敦、高比拜仁、「大白鯊」奧尼爾、姚明、杜蘭特、「甜瓜」安東尼、基斯保羅、麥基迪等
足球
- C.朗拿度、歐洲足協主席柏天尼、曼聯的朴智星和里奧·費迪南、利物浦亞洲之旅香港站等
網球
- 麥根萊、張德培、李娜等。
另外，亦包括在中港台舉行的體壇盛事及大型綜合性運動會，除擔任主持人，亦曾出任現場英文播報員：
－2010年廣州亞運會
－2011年深圳世界大學生運動會
－2011年武漢亞洲籃球錦標賽
－在澳門舉行的2011年美國傳奇球星亞洲之旅澳門站
－在廣州舉行的2012年NBA呈現：Jam Live! 閃耀群星
－2013澳門威尼斯人國際群星籃球對抗賽
－2013年CBA全明星週末
－滙豐冠軍賽高爾夫球賽(2013-2017)
－姚基金慈善賽(2016-2024)
－成都世界大學生夏季運動會(2023) (體育展示專家 Sports Presentation Expert)

## 外部連結
- Edcon Gabriel Yau 丘雨勤 Instagram
- Edcon Gabriel Yau 丘雨勤 Facebook專頁 （页面存档备份，存于）
- 丘雨勤的新浪微博 （页面存档备份，存于）
- 丘雨勤小红书 EdconGabrielYau